# 大牛稠
大牛稠，是臺灣桃園市大園區的一個傳統地域名稱，位於該區東南部。相較於今日行政區，其範圍大致為大海里不含東部及西南端。
本地區西北半部現為桃園國際機場的一部分。

## 歷史
台灣清治末期至日治初期，大牛稠地區為一街庄，稱為「大牛稠庄」，隸屬於竹北二堡。該庄北與沙崙庄為鄰，東與竹圍庄為鄰，東南邊及南邊為大竹圍庄，西南邊及西邊隔埔心溪與埔心庄、圳股頭庄為界。
1901年（日治明治三十四年）11月，全台廢縣廳改設二十廳，該庄隸屬於桃仔園廳。1903年（明治三十六年），改名桃園廳。1909年（明治四十二年）10月，合併二十廳為十二廳，該庄隸屬不變。1920年（大正九年），廢十二廳改設五州二廳，該庄改制為「大牛稠」大字，隸屬於新竹州桃園郡大園庄，大字下有「大牛稠」、「倒厝子」小字名。
戰後大園庄改制為大園鄉，隸屬於新竹縣，大字亦改制為村。1950年桃、竹、苗分治，大園鄉改隸屬於桃園縣。2014年12月，桃園縣升格為直轄桃園市，大園鄉改制為大園區，村亦改制為里。

## 旅遊

### 文化資產
- 前空軍桃園基地設施群（市定古蹟，建國十一村129號，1944年）

## 聚落
本地區發展較早的聚落有大埔、倒厝仔、古老仔林、鹽草匏、埔尾仔、檜溪仔、大牛稠、上水仔等，在日治期初期的官方地圖上已有記載。由於興建機場，本地區目前僅剩區道桃5線兩側仍有聚落存在，包括原有的埔尾仔、檜溪仔，以及遷建的新大牛稠聚落。

## 交通
國道2號是桃園國際機場至國道3號鶯歌系統交流道的高速公路，西段又稱「機場支線」，其西北側端點位於大牛稠地區西北部邊界地帶的機場航站南路、北路交會處。由此向西南出境後轉南南東再轉東南可前往國道1號機場系統交流道、桃園、八德等地並止於國道3號鶯歌系統交流道。
市道113號是大園至龍潭十一份的道路，大致以北北東—南南西走向轉東北—西南走向經過本地區西北端邊界地帶。由該道路向北北東可前往沙崙南部並止於埔頂附近的省道台15線路口，向西南穿越大園市區後轉東南再轉南，可前往中壢、龍潭並止於十一份的省道台3甲線路口。
區道桃5線是頭前至埔心的道路，也是本地區中部的橫貫道路，大致以東北—西南走向經過本地區。由該道路向東北可前往菓林、頭前並於市道108號路口，向西南可前往埔心並止於市道110號路口。

## 學校
- 陳康國小